# The Turn of the Wheel (film 1915)
The Turn of the Wheel è un cortometraggio muto del 1915. Il nome del regista non viene riportato.

## Produzione
Il film fu prodotto dalla Essanay Film Manufacturing Company.

## Distribuzione
Distribuito dalla General Film Company, il film - un cortometraggio in due bobine - uscì nelle sale cinematografiche USA il 13 aprile 1915.